# Benoît Abtey
Pour les articles homonymes, voir Abtey.
Œuvres principales
- Don Juan de Tolède, Mousquetaire du Roi, Editions Flammarion (2012)
- Arsène Lupin, les Origines, Editions Rue de Sèvres (2014-2016)

Benoît Abtey est un auteur et illustrateur français de romans et bandes-dessinées historiques, né en 1974.

## Biographie
Né le 18 octobre 1974, il est le petit-fils de Jacques Abtey, chef du contre-espionnage militaire à Paris ayant rejoint dès 1940 la Résistance à Londres puis en Afrique du Nord.
En 1993, Benoît Abtey est admis à l’École nationale supérieure des arts décoratifs (ENSAD). Après deux ans d’études, âgé de 21 ans, il poursuit sa formation en autodidacte, devient illustrateur et prend des cours de théâtre à l’école de Jean-Laurent Cochet, souhaitant devenir auteur.
Il a été marqué par de grands écrivains du passé tels que Jean de la Fontaine, Alexandre Dumas, Paul Féval, Victor Hugo ou Alfred de Musset.
En 2011, il écrit son premier roman Don Juan de Tolède, mousquetaire du Roi, qui sera publié chez Flammarion et suivi de Masques de Fer, faisant partie d’une trilogie nommée Les Secrets de d’Artagnan. Son premier roman obtiendra en 2012 le Prix Patrimoine des Lauriers Verts.
En 2013, il coécrit avec Pierre Deschodt, également ancien élève des cours Cochet, divers histoires du héros de la littérature française Arsène Lupin ; trois tomes en bandes dessinées avec le crayon de Christophe Gaultier aux éditions Rue de Sèvres, ainsi qu’un roman aux éditions XO, qui paraîtra aussi en version poche. 
À partir de 2015, il coécrit avec Jean-Baptiste Dusséaux la série Kamarades, une bande dessinée sur la Révolution Russe qui aura également trois tomes, et illustrée par Mayalen Goust.

## Vie privée
Benoît Abtey est marié à une femme médecin, et père de famille nombreuse. Après avoir vécu en Île-de-France et en Vendée, il demeure aujourd’hui à Paimpol, en Bretagne.

## Œuvres publiées
Romans Les Secrets de d’Artagnan :
- Tome 1 : Don Juan de Tolède, Mousquetaire du Roi, Editions Flammarion, 2012 (Prix Patrimoine, Les Lauriers Verts, 2012)
- Tome 2 : Masques de Fer, Editions Flammarion, 2013

Bandes dessinées Arsène Lupin, les Origines (coécrit avec Pierre Deschodt) :
- Tome 1 : Les disparus, Editions Rue de Sèvres, 2014
- Tome 2 : Le dernier des Romains, Editions Rue de Sèvres, 2015
- Tome 3 : Il faut mourir, Editions Rue de Sèvres, 2016

Roman Les Nouvelles Aventures d’Arsène Lupin (coécrit avec Pierre Deschodt) : 
- Tome 1 : « les Héritiers » Editions XO, 2016

Bandes dessinées Kamarades (coécrit avec Jean-Baptiste Dusséaux) :
- Tome 1 : La Fin des Romanov, Editions Rue de Sèvres, 2015
- Tome 2 : Tuez-les tous, Editions Rue de Sèvres, 2016
- Tome 3 : Terre promise, Editions Rue de Sèvres, 2017